# Тригидрид плутония
Тригидри́д плуто́ния — бинарное неорганическое соединение
плутония и водорода
с формулой PuH3,
серые кристаллы.

## Получение
- Плутоний заметно реагирует с водородом уже при комнатное температуре и быстро при нагревании:

{\displaystyle {\mathsf {2Pu+3H_{2}\ {\xrightarrow {200^{o}C}}\ 2PuH_{3}}}}
- Нагревание дигидрида плутония с водородом:

{\displaystyle {\mathsf {2PuH_{2}+H_{2}\ {\xrightarrow {200^{o}C}}\ 2PuH_{3}}}}

## Физические свойства
Тригидрид плутония образует серые кристаллы гексагональной сингонии, пространственная группа P 63/mmc, параметры ячейки a = 0,378 нм, c = 0,676 нм, Z = 2.

## Химические свойства
- При нагревании в аммиачной атмосфере образует нитрид:

{\displaystyle {\mathsf {PuH_{3}+NH_{3}\ \xrightarrow {600^{o}C} \ PuN+3H_{2}\uparrow }}}